# Klewków
Klewków – wieś w Polsce położona w województwie łódzkim, w powiecie łowickim, w gminie Łowicz.
Wieś duchowna położona była w drugiej połowie XVI wieku w powiecie gąbińskim ziemi gostynińskiej województwa rawskiego. Była wsią klucza łowickiego arcybiskupów gnieźnieńskich. W latach 1975–1998 miejscowość administracyjnie należała do województwa skierniewickiego.